# 반지의 제왕: 두 개의 탑
《반지의 제왕: 두 개의 탑》(The Lord of the Rings: The Two Towers)은 2002년 J. R. R. 톨킨의 동명 소설을 원작으로 하여 만든, 뉴질랜드와 미국 합작, 판타지 영화이다. 반지의 제왕 영화 3부작 중 두 번째 작품에 해당하며, 피터 잭슨이 감독, 각본, 제작을 맡았다.

## 줄거리
간달프가 발록과 결투를 벌이는 꿈을 꾼 프로도 배긴스와 샘와이즈 갬지는 모르도르 인근의 에뮌 무일에서 길을 헤메고 있었다. 더구나 절대반지의 옛 주인인 골룸이 프로도와 샘을 뒤따라다니고 있다는 사실을 깨닫고는 그를 붙잡는다. 골룸을 불쌍히 여긴 프로도는 샘의 반대에도 불구하고 모르도르까지 가는 길잡이로 삼기로 한다.
한편 아라고른, 레골라스, 김리는 함께 동행하다 잡혀간 메리와 피핀을 구하기 위해 우르크하이를 뒤쫓고 있었다. 우르크하이는 매복해 있던 로히림 군대의 습격을 받고 전멸한다. 메리와 피핀은 판고른 숲으로 도망간 뒤 그곳에서 엔트의 일원인 트리비어드를 만난다. 우르크하이를 따라온 아라고른 일행은 로히림군과 그 지도자 에오메르와 마주한다. 에오메르는 세오덴 국왕의 명령으로 로한 왕국에서 추방당한 상태였는데, 사실 세오덴 국왕은 사루만과 신하 그리마 웜통그으로부터 꼼짝없이 조종당하고 있는 신세로, 로한 왕국에서 활개치는 사루만 세력을 외면하고 있다는 이야기를 듣는다. 호빗에 대해선 죽었을 것이란 말을 들은 아라고른 일행은 남은 흔적을 좇아 판고른 숲으로 들어갔다가, 뜻밖에도 간달프와 다시 조우한다. 간달프는 모리아에서 발록을 죽이면서 크게 다쳐 쓰러지고 말았으나, 가운데땅을 수호하기 위해 백색의 간달프로 부활한 것이었다.
간달프는 사우론이 암흑세계의 두 개의 탑 오르상크와 바랏두르를 통합하여 점점 세력을 넓혀가고 있다고 밝힌다. 아라고른 일행은 로한 왕국의 수도 에도라스로 향한다. 에도라스의 왕궁에 들어선 간달프는 세오덴 왕을 사루만의 조종으로부터 헤어나오게 하고, 신하 웜텅은 추방시킨다. 사루만이 우르크하이 군대로 로한 왕국을 쓸어버리려 한다는 사실을 듣게 된 세오덴 왕은 옛 선례대로 남은 백성들을 고대의 요새인 헬름 계곡으로 피난시키기로 하고, 간달프는 '닷새째 아침에 돌아오겠다'는 말과 함께 에오메르 군대의 지원을 요청하러 떠난다. 그 사이 세오덴의 조카딸 에오윈은 아라고른에게 푹 빠지고, 둘은 친한 사이가 된다. 그날 밤 아라고른은 꿈속에서 아르웬을 만나 프로도와 함께 떠나야 한다고 전한다. 자신의 앞날을 알 수 없어 불안해하는 아라고른에게 아르웬은 용기를 잃지 말라며 안심시킨다.
아라고른은 백성들을 피난시키다가 사루만이 보낸 바르그와 오크 부대에 맞서 싸우다 절벽으로 추락해 죽을 위기를 맞는다. 그러나 아라고른의 말 브레고의 도움으로 살아나 헬름 협곡으로 향한다. 같은 날 밤, 아르웬은 아버지 엘론드로부터 아라고른은 영영 돌아오지 않을거라며, 중간계에 계속 남아있다면 죽음과 멸망만이 기다릴 것이라는 말을 듣는다. 만일 아라고른이 살아남아 곤도르의 왕이 되고 사우론이 또다시 패배한다 하더라도 아르웬은 이곳에서 홀로 죽을 운명이었다. 아라고른을 생각하며 망설이던 아르웬은 결국 마지못해 발리노르로 떠나기로 한다. 한편 헬름 계곡의 방어군은 로스로리엔에서 온 엘프 지원군을 맞이한다. 그날 밤 어마어마한 규모의 우르크하이 군대가 헬름 계곡에 도달하고, 두 진영은 밤새도록 끈질긴 전투를 펼친다. 허나 우르크하이 측이 화약을 이용해 요새 외벽에 구멍을 내고 살아남은 방어군은 내성으로 후퇴해야 할 수밖에 없는 위기에 처한다.
한편 메리와 피핀은 트리비어드도 동맹에 나서도록 설득한다. 트리비어드는 호빗들을 데리고 판고른 숲의 엔트 의회를 소집하여 이를 설파해보지만, 다른 엔트들은 끝내 전쟁에 참전하지 않겠다는 결의를 내린다. 그러자 피핀은 트리비어드에게 자신들을 아이센가드로 데려다 달라는 부탁을 한다. 그곳에 도착하고 보니 본래는 울창한 숲이었던 곳이 사루만의 전쟁 준비로 쑥대밭이 되어 있었고, 격분한 트리비어드는 엔트들을 다시 불러모아 아이센가드를 기습한다. 엔트들의 공격으로 아이센가드에 조성된 댐이 무너져 오크 군대가 모조리 익사하고, 사루만은 오르상크에 갇힌 신세가 되고 만다.
헬름 계곡의 요새가 함락 위기에 처한 가운데, 아라고른은 절망에 빠져 있던 세오덴 국왕을 설득해서 우르크를 향해 최후의 일격을 가한다. 그때 해가 솟아난 계곡 한쪽에서 간달프와 에오메르의 기마군단이 모습을 드러내어 적진을 향해 무서운 기세로 돌격한다. 우르크하이는 트리비어드의 재촉으로 전장에 가까워진 판고른 숲으로 후퇴했다가 전멸하고 만다. 비록 전투는 대승을 거뒀지만 간달프는 사우론이 빠르면서도 지독한 반격을 해올 것이라고 경고한다.
한편 골룸은 블랙 게이트를 앞두고 프로도와 샘에게 모르도르로 가는 지름길이라며 데드 마시로 데려간다. 이때 보로미르의 형제 파라미르 왕이 지휘하는 이딜리엔 기마병이 나타나 프로도와 샘을 사로잡는다. 프로도는 골룸을 유인해 파라미르에게 잡히도록 돕고, 골룸은 프로도를 향한 절대적인 신뢰를 저버리게 된다. 프로도가 절대반지를 가지고 있다는 이야기를 들은 파라미르는 아버지로부터 인정받고자 프로도 일행을 포로로 데리고 곤도르로 향한다. 오스길리아스 시를 지나던 중 샘은 보로미르가 절대반지 때문에 타락하여 어떻게든 가지려 했다가 목숨을 잃었다는 사실을 밝힌다. 그때 나즈굴이 갑자기 나타나 프로도를 낚아채가려 하지만, 직감으로 이를 눈치챈 샘이 몸을 날려 구한다. 샘은 자신들이 지켜야 할 것은 아직 중간계에 남아 있는 소중한 이상임을 되새기고, 이 모습을 지켜본 파라미르는 감동하여 두 호빗과 골룸을 풀어주라는 명을 내린다. 다시 한번 프로도 일행을 안내하게 된 골룸은 프로도에게 복수를 다집하고, 키리스 웅골의 '그녀'에게 데려가 반지를 되찾겠다는 묘책을 세운다.

## 배역
- 일라이저 우드 - 프로도 배긴스
- 이언 매켈런 - 간달프
- 리브 타일러 - 아르웬 운도미엘
- 비고 모텐슨 - 아라곤
- 숀 애스틴 - 샘와이즈 갬지
- 케이트 블란쳇 - 갈라드리엘
- 존 리스데이비스 - 김리
- 버나드 힐 - 세오덴
- 크리스토퍼 리 - 사루만
- 빌리 보이드 - 페레그린 툭(피핀)
- 도미닉 모나한 - 메리아독 브랜디벅
- 올랜도 블룸 - 레골라스
- 휴고 위빙 - 엘론드
- 미란다 오토 - 에오윈
- 데이비드 웨넘 - 파라미르
- 브래드 두리프 - 그리마
- 앤디 서키스 - 골룸 / 스미골
- 칼 어번 - 에오메르
- 크레이그 파커 - 할디르

## SBS 성우진 (2004년 9월 28일)
- 김영선 - 프로도(일라이저 우드)
- 유강진 - 간달프(이언 매켈런)
- 안지환 - 아라곤(비고 모텐슨)
- 오인성 - 골룸(앤디 서키스) / 피핀(빌리 보이드)
- 이상범 - 샘(숀 애스틴)
- 이장원 - 김리(존 리스데이비스)
- 김기현 - 사루만(크리스토퍼 리) / 트리비어드(존 리스데이비스)
- 윤성혜 - 아르웬(리브 타일러)
- 정미숙 - 갈라드리엘(케이트 블란쳇)
- 표영재 - 레골라스(올랜도 블룸)
- 장광 - 세오덴 왕(버나드 힐)
- 김서영 - 에오윈(미란다 오토)
- 설영범 - 엘론드(휴고 위빙)
- 성완경 - 그리마(브래드 두리프) / 메리(도미닉 모나한) / 할디르(크레이그 파커)
- 김용준 - 파라미르(데이비드 웨넘)
- 이호인 - 하마
- 윤세웅 - 에오메르(칼 어번)
- 이주연 - 모르웬(로빈 맬컴)